# Thryptacodon
Thryptacodon is een uitgestorven zoogdier behorend tot de onderfamilie Chriacinae van de Arctocyonidae. Dit dier leefde van het Midden-Paleoceen tot het Vroeg-Eoceen in Noord-Amerika.

## Fossiele vondsten
Thryptacodon verscheen in het Midden-Torrejonian. Dit dier overleefde tot in het Vroeg-Bridgerian, waarmee het de laatst bekende arctocyonide is. Fossielen van Thryptacodon zijn gevonden in Canada (Alberta en Saskatchewan) en de Verenigde Staten (Colorado, Montana, North Dakota en Wyoming). Thryptacodon is met name bekend van partiële skeletten uit de Willwood-formatie uit het Wasatchian.

## Kenmerken
Thryptacodon was een omnivoor en leefde in de bomen. De lichaamsbouw van Thryptacodon had veel overeenkomsten met de verwante Chriacus, hoewel de enkelgewrichten minder flexibel waren. Desondanks was dit dier een capabele klimmer.